# Fédération des entreprises d'outre-mer
La Fédération des entreprises d'outre-mer (Fedom) est une organisation patronale française représentant des entreprises situées dans l’ensemble des territoires constituant l’outre-mer.

## Histoire
Créée en 1986 à l'initiative de chefs d'entreprises des départements d’outre-mer, elle était composée historiquement des organisations patronales des quatre départements d’outre-mer (Guadeloupe, Guyane, Martinique et La Réunion), avant de s’élargir à tous les territoires ultramarins.
La Fedom revendique aujourd’hui près de 100 000 entreprises employant plus de 500 000 salariés. L'actuel président de la Fedom est Hervé Mariton, élu le 26 mai 2021. Il a succédé à Jean-Pierre Philibert. Le mandat du président est de trois ans renouvelable.

### Structure
La Fedom est une association loi de 1901. Ses instances nationales sont le conseil d’administration et le bureau.
Le conseil d’administration comprend 46 membres répartis en 3 collèges : le collège territorial qui regroupe les organisations socio-professionnelles de chaque collectivité territoriale ; le collège des représentants des entreprises et le collège des personnalités qualifiées.
Le délégué général de la Fedom est Laurent Renouf.

### Liste des présidents
- 1986-2001 : Lucien Vochel, premier président, cofondateur de la Fedom, ancien préfet de la région Île-de-France[2].
- 2001-2005 : Georges Jollès, ancien vice-président du CNPF, puis du MEDEF[3].
- 2005-2011 : Guy Dupont, ancien directeur général du groupe Bourbon[4].
- 2011-2021 : Jean-Pierre Philibert, ancien député, ancien directeur des relations avec les pouvoirs publics du MEDEF[5].
- Depuis le 26 mai 2021 : Hervé Mariton, ancien ministre et ancien député.

### Liste des délégués généraux
- 1986-1987 : Serge Payet.
- 1987-1996 : Jean-Pierre Helbert.
- 1996-1998 : Pierre Vincensini.
- 1999-2006 : Gérard Belorgey, préfet[6].
- 2006-2009 : Jean-Pierre Helbert.
- 2008-2012 : Alain Vienney.
- 2013-2014 : Annie Iasnogorodski.
- 2014-2016 : Philippe Mouchard.
- 2018-2020 : Samia Badat-Karam.
- Depuis 2020 : Laurent Renouf.

## Positionnement
La mission principale de la Fedom consiste à soutenir la dimension ultramarine de la France, à promouvoir l’économie de ses territoires et à veiller aux intérêts de leurs entreprises, en particulier dans les évolutions législatives ou réglementaires qui les concernent.
La Fedom s’attache à faire émerger des visions communes aux acteurs économiques de l’outre-mer susceptibles d’être soutenues auprès des instances politiques et administratives, intervenant par exemple sur les mesures fiscales favorisant les investissements en outre-mer.
Se fondant sur sa représentativité géographique et sur les organisations qui la composent (MEDEF, CGPME, associations des moyennes et petites industries (MPI), syndicats professionnels) ainsi que sur une expertise qu’elle s’efforce de développer, elle est un interlocuteur habituel des pouvoirs publics afin d’améliorer l’efficacité des textes législatifs et réglementaires concernant l’outre-mer. Y compris sur le thème très politique de l'évolution statutaire des départements d'outre-mer.

## Activité de lobbying

### Auprès de l'Assemblée nationale
La Fedom est inscrite comme représentante d'intérêts auprès de l'Assemblée nationale. Elle déclare à ce titre en 2019 un budget de 772 000 euros, et indique un coût annuel lié à ses activités directes de représentation d'intérêts auprès du Parlement compris entre 100 000 et 200 000 euros.